# Phileas Fogg
Phileas Fogg (/ˈfɪliəs ˈfɒɡ/) este protagonistul romanului Ocolul Pământului în 80 de zile scris de Jules Verne și care a apărut prima dată în 1872. O inspirație a personajului au fost adevăratele călătorii în jurul lumii ale scriitorului și aventurierului american William Perry Fogg.

## Biografie fictivă
Fogg a făcut un pariu de 20.000 de lire sterline (2 milioane de lire sterline în 2017) cu membri ai Reform-Club‑ului din Londra că poate înconjura lumea în 80 de zile sau mai puțin. A plecat împreună cu servitorul său francez Jean Passepartout ca să câștige pariul, fără să știe că este urmat de un detectiv pe nume Fix, care îl suspectează pe Fogg că a jefuit Banca Angliei. În a doua jumătate a cărții, Fix îl ajută pe Fogg să revină în Regatul Unit al Marii Britanii și Irlandei, unde va fi sub jurisdicția britanică, iar Fix îl poate aresta. 
În timp ce se află în India, Fogg salvează o prințesă văduvă, Auda, de la sutty în timpul înmormântării soțului ei și ea îl însoțește pe Fogg tot timpul călătoriei sale. Împreună, cei trei au numeroase aventuri captivante care se termină brusc când este arestat de Fix imediat după sosirea lor în Anglia. Deși Fogg este rapid exonerat de crimă, întârzierea cauzată de arestarea sa eronată pare să-l fi costat pariul. De aceea, Fogg l-a lovit cu pumnul pe Fix, în timp ce Passepartout a strigat: „Bine lovit!” 
Crezându-se ruinat, Fogg se întoarce acasă pentru a-și analiza opțiunile. Văzându-i disperarea, Auda, care a ajuns să-l iubească și care se simte vinovată deoarece crede că el ar fi câștigat pariul dacă nu ar fi întârziat pentru a o salva, propune să se căsătorească cu el pentru a-l ajuta să facă față unui viitor dificil. La această ofertă altruistă, Fogg nu mai este rezervat și acceptă cu bucurie propunerea acesteia. Gestul ei salvează de fapt ziua, deoarece, ca rezultat, Passepartout descoperă că Fogg a calculat greșit timpul de călătorie. Fogg nu a ținut cont de faptul că, deoarece au traversat Oceanul Pacific de la vest la est, au câștigat o zi când au trecut de Linia Internațională a Datei și nu au ratat până la urmă termenul limită. Cei trei se grăbesc la Reform Club și ajung la timp pentru ca Fogg să câștige pariul. Fogg își împarte profiturile cu Passepartout și Fix și se căsătorește cu Auda.

## Personajul
Fogg are o filozofie în viață de a nu se îngrijora niciodată de lucrurile care îi depășesc controlul, dar și de a nu lăsa nicio piatră neîntoarsă, dacă este cazul. El este un om echilibrat nu doar în gândire, ci și în fizionomia sa, care este o adevărată manifestare a psihologiei sale. El este un om cu obiceiuri regulate și precise care pot fi la limita excentricității.  
Este liniștit și rezervat în expresiile sale, dar decisiv în acțiunile sale. Îi place să călătorească cu puține bagaje și cunoaște foarte bine geografia. El nu este imun la emoții precum dragostea. El are propriile sale standarde morale înalte specifice epocii sale. Este curajos, dar nu nebun și nu se deranjează să alunece într-o inactivitate magistrală atunci când este necesar. 

## Phileas Fogg în alte media artistice

### Literatură
- - În Voyages tries extraordinaires de Saturnin Farandoul de  Albert Robida (1879), Fogg apare în narațiune încercând să călătorească din nou în jurul lumii, de data aceasta în 77 de zile. El este descris ca un salvator în serie al doamnelor, având peste trei sute de femei salvate care îl însoțeau în călătoriile sale de mai bine de trei ani atunci când a fost prezentat.

În The Other Log of Phileas Fogg de Philip José Farmer, se spune că este Eridanean, un membru născut pe Pământ al celor mai binevoitori dintre cele două facțiuni extraterestre care încearcă să controleze Pământul; Fogg este membru al familiei Wold Newton. Aventurile lui Fogg continuă în Phileas Fogg and the War of Shadows și Phileas Fogg and the Heart of Orsra, ambele de Josh Reynolds și în "Being an Account of the Delay at Green River, Wyoming, of Phileas Fogg, World Traveler, or, The Masked Man Meets an English Gentleman" de Win Scott Eckert.

### Film
- Fogg a fost interpretat de Conrad Veidt în adaptarea cinematografică a cărții din 1919 .
- Fogg a fost interpretat de David Niven în adaptarea cinematografică a cărții din 1956 .
- În filmul din 1963 The Three Stooges Go Around the World in A Daze, Moe, Larry și Curly Joe înconjoară globul cu Phileas Fogg III. [4]
- Fogg a fost interpretat ca voce de Simon Callow în adaptarea filmului de animație din 1999 a cărții.
- Fogg a fost menționat de Allan Quatermain în adaptarea cinematografică din 2003 a cărții The League of Extraordinary Gentlemen.
- Fogg a fost interpretat de Steve Coogan în adaptarea filmului de acțiune live din 2004 de către Walt Disney Company.

### Televiziune
- Într-un episod de televiziune al seriei Have Gun, Will Travel cu Richard Boone, Fogg a apărut în episodul "Fogg Bound" care a fost difuzat pentru prima dată la 3 decembrie 1960. [5]
- În seria de animație din 1972, Fogg a fost interpretat de Alastair Duncan. În această versiune, Fogg a făcut pariul de a călători în lume în optzeci de zile pentru a câștiga mâna nepoatei Lordului Maze, Belinda.
- În emisiunea TV Voyagers! se spune că Fogg ar fi fost numit după personajul principal Phineas Bogg, când acesta din urmă l-a întâlnit pe Jules Verne în Montmartre.
- O serie de desene animate din anii 1980, Around the World with Willy Fog s-a bazat pe povestea originală și a extins-o. Personajele sunt antropomorfisme ale diferitelor animale, cu Fog[g] ca leu. Mai mult, acest personaj apare în seria Willy Fog 2, unde el și însoțitorii săi au aventuri bazate pe principalele romane science fiction ale lui Verne, O călătorie spre centrul Pământului și 20.000 de leghe sub mări.
- Fogg a fost interpretat de Pierce Brosnan în adaptarea pentru televiziune din 1989.
- Fogg a fost interpretat de Michael Praed în Aventurile secrete ale lui Jules Verne (The Secret Adventures of Jules Verne).
- Episodul din serialul Contele Duckula "Around the World in a Total Daze" prezintă o parodie a personajului numit Sibellious Smogg.

### Jocuri video
- Jocul video din 2016, 80 Days, produs de Inkle Ltd., bazat pe romanul lui Verne, a prezentat și un excentric domn Fogg, care a fost însoțit de valetul său Passepartout.

## Omagii
- Creatorii seriei Disney Phineas și Ferb l-au numit pe Phineas Flynn după Phileas Fogg, [6] al cărui prenume a fost schimbat în Phineas în unele adaptări. [7]
- Around the World in 80 Days with Michael Palin  a fost o serie BBC de călătorii care a fost difuzată pentru prima dată în 1989. A fost prezentată de Michael Palin, care a urmat călătoria lui Fogg și modurile de transport cât mai atent posibil, și a realizat acest lucru în 79 de zile, 7 ore.
- Mr. Fogg's este un lanț de pub-uri britanice specializate în băuturi internaționale și cocktailuri exotice. Barurile sunt considerate locuri în care locuiește sau care sunt vizitate de Phileas / Phineas Fogg.[8]

## Legăuri externe
- În jurul lumii în 80 de zile - Ediție completă cu conținut suplimentar